# Sint-Antonius van Paduakerk (Moeskroen)

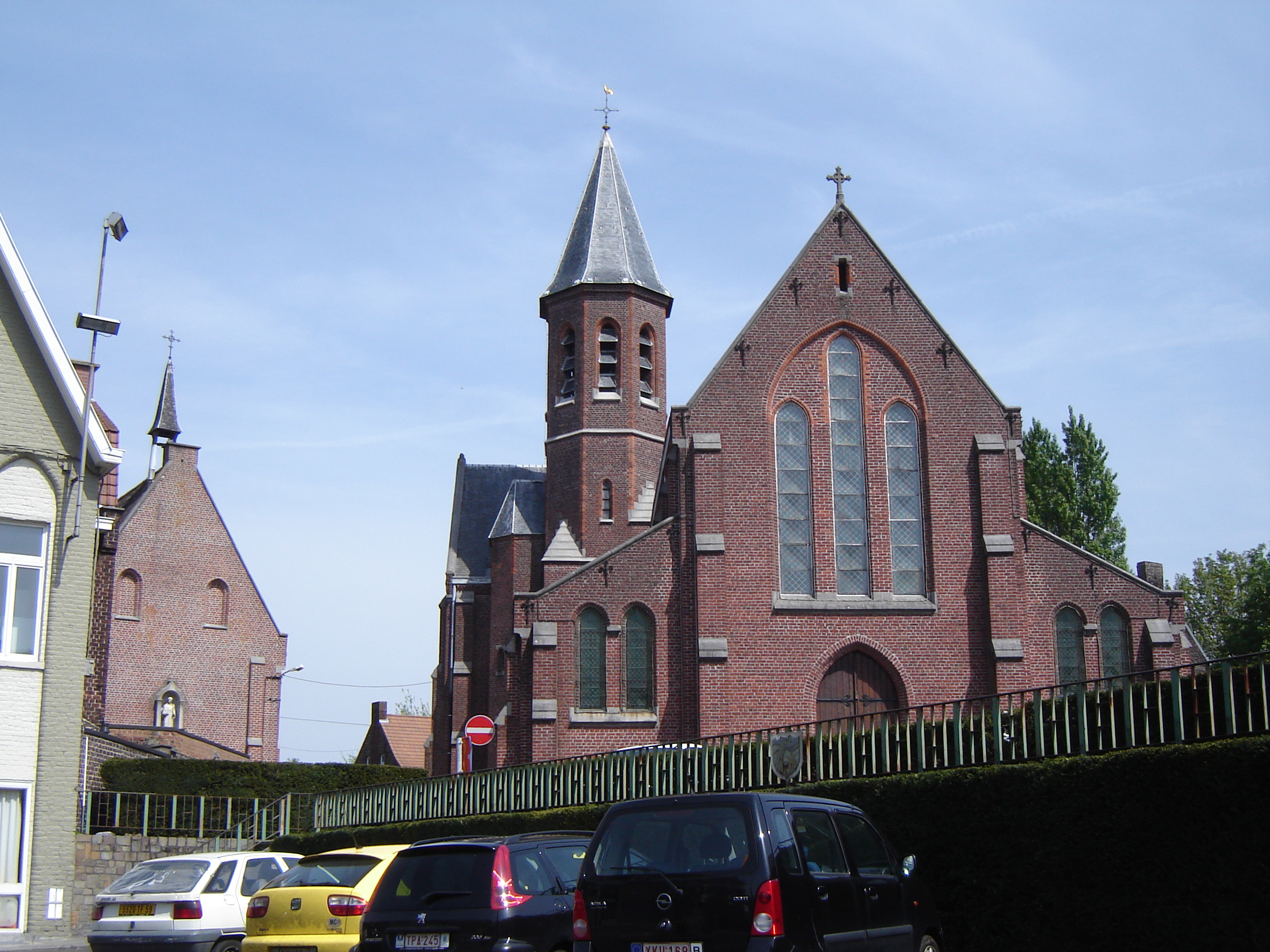
Sint-Antonius van Paduakerk

De Sint-Antonius van Paduakerk (Frans: Église Saint-Antoine de Padoue) is een parochiekerk gelegen in de wijk Mont-à-Leux in de Belgische stad Moeskroen, gelegen aan het Floris Mulliezplein.
Deze kerk werd gebouwd in 1890-1891 naar ontwerp van Geenaert. Het is een bakstenen neogotische basilicale kruiskerk. Een achtkante klokkentoren bevindt zich in de hoek van kerkschip en transept.
In het interieur zijn muurschilderingen die episoden uit het leven van Sint-Paulus verbeelden.